# كريس براون (موسيقي)
كريس براون (بالإنجليزية: Chris Brown)‏ هو عازف بيانو وموسيقي ورسام توضيحي وملحن أمريكي، ولد في 9 سبتمبر 1953.

## وصلات خارجية
- الموقع الرسمي
- كريس براون على موقع ميوزك برينز (الإنجليزية)
- كريس براون على موقع أول ميوزيك (الإنجليزية)
- كريس براون على موقع ديسكوغز (الإنجليزية)